# Mithrodiidae
De Mithrodiidae zijn een familie van zeesterren uit de orde van de Valvatida.

## Geslachten
- Mithrodia Gray, 1840
- Thromidia Pope & Rowe, 1977